# بواءات
البواءات (الاسم العلمي: Boinae)، فُصيلة بوائيات توجد في أمريكا الوسطى والجنوبية وكذلك جزر الهند الغربية. هُناك ستة أجناس معترف بها حاليًا.